# Bland Shire
Bland Shire är en kommun i Australien. Den ligger i delstaten New South Wales, i den sydöstra delen av landet, omkring 400 kilometer väster om delstatshuvudstaden Sydney. Antalet invånare var 5 955 vid folkräkningen 2016.
Följande samhällen finns i Bland:
- West Wyalong